# Lamprosema alicialis
Lamprosema alicialis là một loài bướm đêm trong họ Crambidae.